# Papuechites
Papuechites es un género monotípico de fanerógamas de la familia Apocynaceae. Contiene una única especie: Papuechites aambe Markgr.. Es originario de las Molucas al Archipiélago Bismarck.

## Taxonomía
Papuechites aambe  fue descrita por (Warb.) Markgr. y publicado en Nova Guinea 14: 288. 1925.
Sinonimia
- Anodendron aambe Warb., Bot. Jahrb. Syst. 13: 454 (1891).
- Strophanthus aambe Warb., Bot. Jahrb. Syst. 13: 407 (1891). basónimo
- Ichnocarpus bertieroides Wernham ex S.Moore, J. Bot. 61(Suppl.): 33 (1923).[4]